# Bazowanie
Bazowanie – korzystanie przez związki operacyjne z systemu bez zaopatrywania oraz urządzeń tyłowych przeznaczonych do materiałowego, technicznego i medycznego zabezpieczenia działań bojowych wojsk lub operacji bojowej.